# Wilhelm von Kesslitz

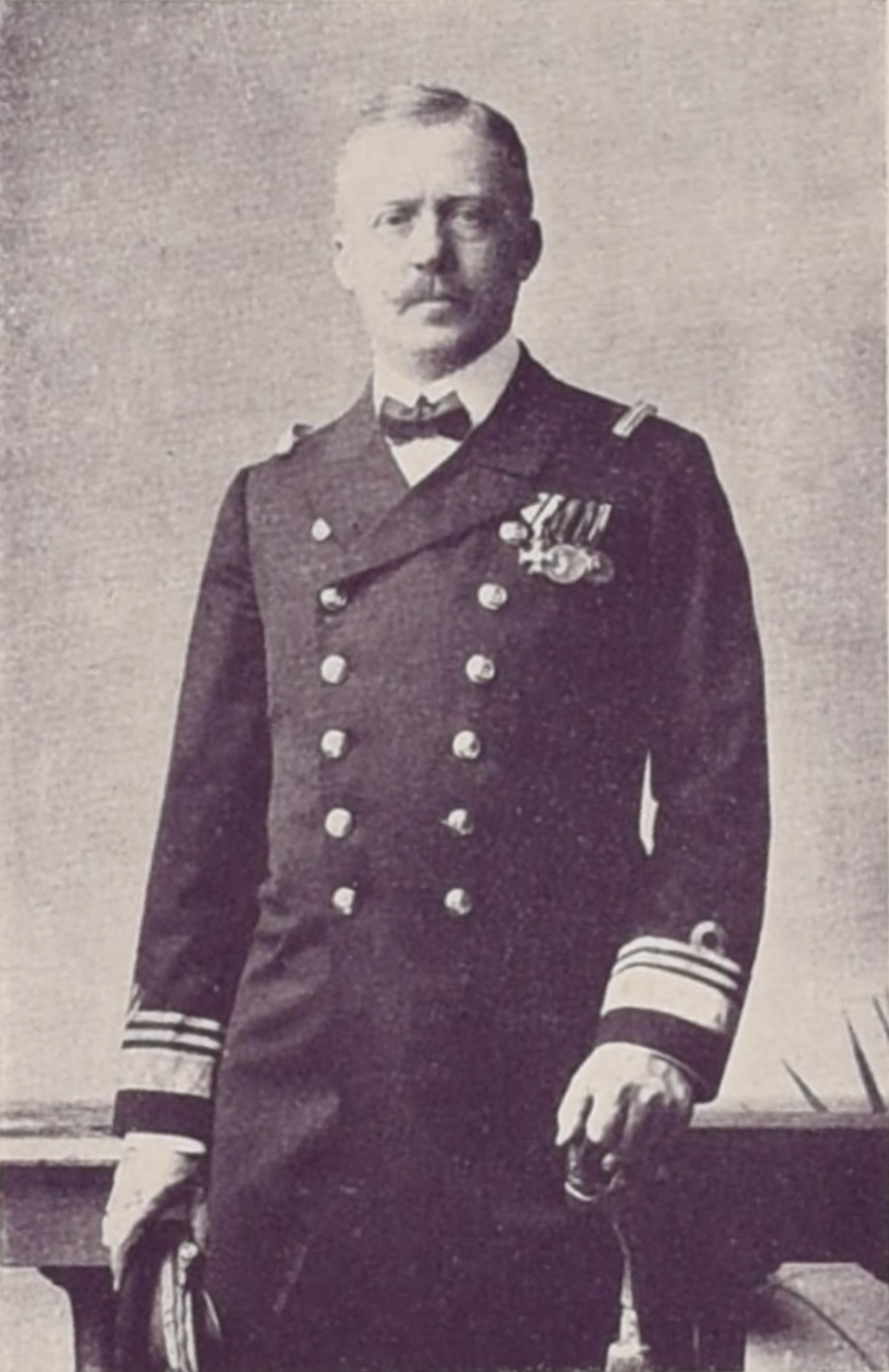
Wilhelm von Kesslitz (1908)

Wilhelm von Kesslitz, geboren als Johann Wilhelm Moritz Kesslitz (* 26. Mai 1862 in Neutitschein (Nový Jičín), Mähren; † 4. März 1944 in Graz), war ein im Jahre 1908 geadelter österreichischer Marineoffizier, Geophysiker und Hydrologe.

## Leben
Wilhelm, Sohn des Marineoffiziers Josef Kesslitz und dessen Ehefrau Julia geb. Donner, trat nach Beendigung seiner Schulzeit in die Marineakademie Fiume ein und verließ sie 1880 nach erfolgreichem Abschluss als Seekadett. 1881/82 nahm er auf der Glattdecks-Schraubenkorvette SMS Fasana an einer einjährigen Auslandsreise nach Nord- und Südamerika, Westindien und England teil.
Danach diente er von 1882 bis 1894 am Hydrographischen Amt der Kaiserlichen und Königlichen Kriegs-Marine in Pola. In diese Zeit fielen zunächst seine Teilnahme an der Forschungsreise der Albatros von September 1887 bis Oktober 1888 nach Südamerika und Westafrika und später seine drei Semester Studium von Erdmagnetismus und praktischer Astronomie an der Universität Wien in den Jahren 1891 bis 1893. 1884 wurde er zum Linienschiffsfähnrich und 1891 zum Linienschiffsleutnant befördert. 1894/95 war er Teilnehmer einer geologischen Expedition über Indien nach Australien und Polynesien auf der Fasana.
1895 wurde er an die auf seine Initiative geschaffene Abteilung Geophysik des Hydrographischen Amts versetzt, wo er bis 1914 arbeitete. 1903 wurde er zum Korvettenkapitän befördert und zunächst provisorisch (als Stellvertreter), dann endgültig zu dessen Leiter ernannt. In dieser Dienststellung wurde Kesslitz im Mai 1907 zum Fregattenkapitän und 1912 zum Linienschiffskapitän befördert und 1908 in den Adelsstand erhoben.
1914 wurde Kesslitz Direktor des Hydrographischen Amts. 1917 wurde er zum Konteradmiral befördert, und obwohl er normalerweise in diesem Jahr in den Ruhestand hätte gehen sollen, blieb er bis zum Kriegsende 1918 in Dienst.
Während seiner 35-jährigen Tätigkeit am Hydrographischen Amt machte sich Kesslitz besonders um die Erforschung des Erdmagnetismus verdient. Er führte 1893 Pendelbeobachtungen am Militärgeographischen Institut, 1889 die magnetischen Vermessungen Dalmatiens, 1890 die Istriens und der Ostküste Italiens und 1893, im Auftrage der Österreichischen Akademie der Wissenschaften, Vermessungen von Bosnien und der Herzegowina durch. 1907 nahm er die magnetischen Deklinationsbestimmungen in Dalmatien vor. Im Hydrographischen Amt erstellte er eine Wetterkartenkartothek, die die Möglichkeit zu einer Verbesserung der Wetterprognosen bieten sollte und später vielfach nachgeahmt wurde. Kesslitz wurde vielfach ausgezeichnet und schon frühzeitig international anerkannt.
In den Zwischenkriegsjahren führte er für die 1921 gegründete Steirische Wasserkraft- und Elektrizitäts-AG hydrologische und meteorologische Arbeiten durch und stellte Gleichungen für die Vorausberechnung des Abflusses der österreichischen Alpenflüsse auf. Noch im hohen Alter führte er ab 1940 für die Alpen-Elektrowerke (AEW) hydrologische Berechnungen der Alpenbäche durch.

## Ehrungen
- Kesslitz, sein Bruder Rainer (* 1860, † 1928) und seine Schwester Maria (* 1866, † 1927) wurden im Jahre 1908 in den Adelsstand erhoben.
- Im Jahr 1911 wurde Kesslitz mit dem Orden der Eisernen Krone ausgezeichnet.

## Werke (Auswahl)
- Magnetische Aufnahme von Bosnien und der Herzegowina (mit Siegmund Schluet von Schluetenberg) Staatsdruckerei, Wien, 1893
- Resultate der meteorologischen Beobachtungen auf den Salomons-Inseln, ausgeführt vom Stabe S.M. Schiffes “Albatros” in den Jahren 1896 und 1897 (Wien, 1899)
- Die Missions-Reise S.M. Schiff Albatros 1895-1898. (mit J. von Mauler) Lechner, Wien, 1899
- Alte und neue Wetterregeln für die Adria (Kleinmayr & Bamberg, 1900)
- Bestimmungen der magnetischen Deklination im österreichisch-ungarischen Küstengebiete (Pola, 1907)
- Die zweite Kreuzungsfahrt S.M.S. "Najade" in der Hochsee der Adria: 16. Mai bis 4. Juni 1911: im Auftrage des Vereins zur Förderung der naturwissenschaftlichen Erforschung der Adria in Wien (1911)
- Die Meteorologie von Pola, nach den Beobachtungen am Hydrographischen Amte der K u. K. Kriegsmarine in Pola (Hölder, Wien, 1917)